# Иван Кукулев
Иван Кукулев (на гръцки: Ιωάννης Κουκούλης) е гръцки революционер, деец на Гръцката въоръжена пропаганда в Македония от началото на XX век.

## Биография
Иван Кукулев е роден в костурското село Дреничево, тогава в Османската империя, днес Кранохори, Гърция. Преследван е от местните българи заради гъркоманията му. Бяга в Лариса, а през август 1904 година се присъединява към четата на Павлос Мелас, който му дава мисия да привлече капитаните Александрос Караливанос и Сотириос Висвикис в Кожани. Кукулев участва в нападението на българското село Прекопана, сблъсъка в Неред и нападението на Зелениче през ноември 1904 година. По-късно, по здравословни причини, заминава за Атина, след възстановяването си се установява в Лариса, където помага за разкриването на дейците на българския комитет, след Младотурската революция в 1908 година се завръща в Дреничево